# Bijelo Polje
Bijelo Polje ([bîjɛlɔː pɔ̂ʎɛ] en montenegrino: Бијело Поље) es una ciudad situada en el norte de Montenegro, en el municipio homónimo del cual es su capital. Situada como la quinta más poblada del país. Y presenta una mezcla religiosa, aproximadamente 55% de cristianos del rito ortodoxo y 45 % de musulmanes sunitas. 

## Etimología
Bijelo Polje significa Campo blanco en la lengua local. 

## Historia
Bijelo Polje estuvo dentro del Imperio otomano hasta su liberación por una fuerza multinacional durante la guerra de los Balcanes (1912). Bajo dominio otomano, la ciudad fue conocida con el nombre de "Akovo".

## Demografía
Según el censo del 2003, la población de la ciudad estaba compuesta por:
- Serbios (36,31%)
- Bosnios (25,22%)
- Musulmanes (17,18%)
- Montenegrinos (16,13%)

## Cultura
El edificio más famoso de la ciudad es la iglesia medieval de San Pedro (Crkva Svetog Petra).
Varios escritores conocidos nacieron en los alrededores de Bijelo Polje, incluyendo a Avdo Medjedović, Ćamil Sijarić, Miodrag Bulatović, así como Risto Ratković, quien escribió la primera novela montenegrina, "Neviđbog", una historia ambientada en la ciudad.
La ciudad también es conocida como su agua mineral natural, llamada  "Rada".
El entorno de un puente a las afueras de la ciudad es el escenario de Territorio comanche, la novela de Arturo Pérez Reverte en la que, con la excusa de la Guerra de Bosnia, el exreportero habla de los conflictos bélicos y sus otras coberturas.

## Personas destacadas
- Refik Kolić, cantante de música folk.
- Predrag Drobnjak, exjugador de baloncesto profesional.
- Duško Ivanović, exjugador de baloncesto profesional y entrenador internacional.
- Vlado Radovich, ex actor, productor y director de cine, teatro y televisión en Perú